# Хронометрія на Марсі

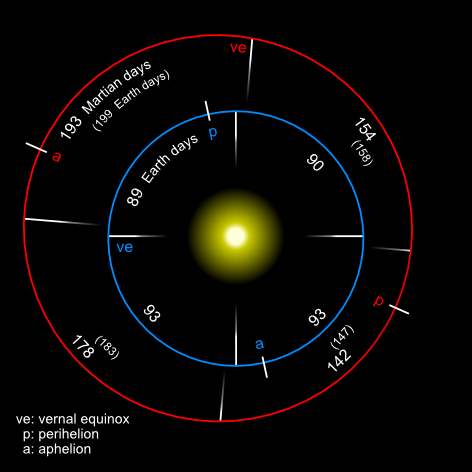
Час та тривалість марсіанських сезонів у порівнянні із порами року на Землі.

Для вимірювання часу на Марсі досі використовувались або пропонувались до використання різноманітні схеми, незалежні від земного часу й земних календарів.
Марс має нахил осі та період обертання, подібні до земних. Тому на планеті бувають майже такі ж, як і на Землі, пори року — весна, літо, осінь та зима, а тривалість дня є наближеною до земної. Однак тривалість року на Марсі є майже вдвічі довшою, ніж на Землі, а ексцентриситет орбіти — значно більший, а це, між іншим, означає, що тривалість різних пір року на Марсі може дуже відрізнятись, а сонячний час може відхилятись від годинникового часу значно помітніше, ніж на Землі.

## Час доби
Тривалість марсіанської зоряної доби становить 24 год 37 хв 22,663 секунд, а середня тривалість сонячного дня (для означення якого часто вживають термін сол, від англ. solar — «сонячний») становить 88 775,24409 с або ж 24 год 39 хв 35,24409 с. На Землі зоряна доба триває 23 год 56 хв 4,0916 сек, а сонячна — 24 год 00 хв 00,002 с. Таким чином, можна обчислити співвідношення доба/сол, яке становить 1,0274912510 діб/сол. Іншими словами, марсіанська сонячна доба всього-лиш на 2,7 % довша земної.
Місцевий сонячний час має вирішальний вплив на планування щоденної діяльності космічних апаратів на поверхні Марса. Сончне світло необхідне для сонячних панелей наземних космічних апаратів. Температура на поверхні різко зростає та спадає під час сходу та заходу сонця, оскільки Марс не має такої густої атмосфери та океанів, як Земля, які могли б пом'якшити такі температурні коливання.
Під час місій Mars Pathfinder, Mars Exploration Rover, «Фенікс» та місії Марсіанської наукової лабораторії графік команд операторів був синхронізований із сонячним часом тієї місцевості на поверхні Марса, де апарат здійснив посадку. У результаті такого підходу графік кожної команди за земним часом зсувався щодоби приблизно на 40 хвилин.
Наручні годинники, скориговані для роботи з марсіанським часом (замість земного), використовували багато членів команди MER (Mars Exploration Rover). Вони користувалися не земним часом, а працювали за 24-годинним «марсіанським часом», години, хвилини та секунди якого на 2,7 % триваліші, ніж земні.
Для цих команд було запропоновано застосування альтернативних годинників, однак жодна космічна місія не погодилася використовувати будь-який із них[джерело?]. До таких систем вимірювання часу належить, зокрема, метричний час із такими одиницями, як «мілідень» та «сантидень», а також система подовженого дня (англ. extended day), у якій використовуються стандартні одиниці часу, однак кожна наступна доба починається після 24 год 39 хв 35 сек поточної.[джерело?]

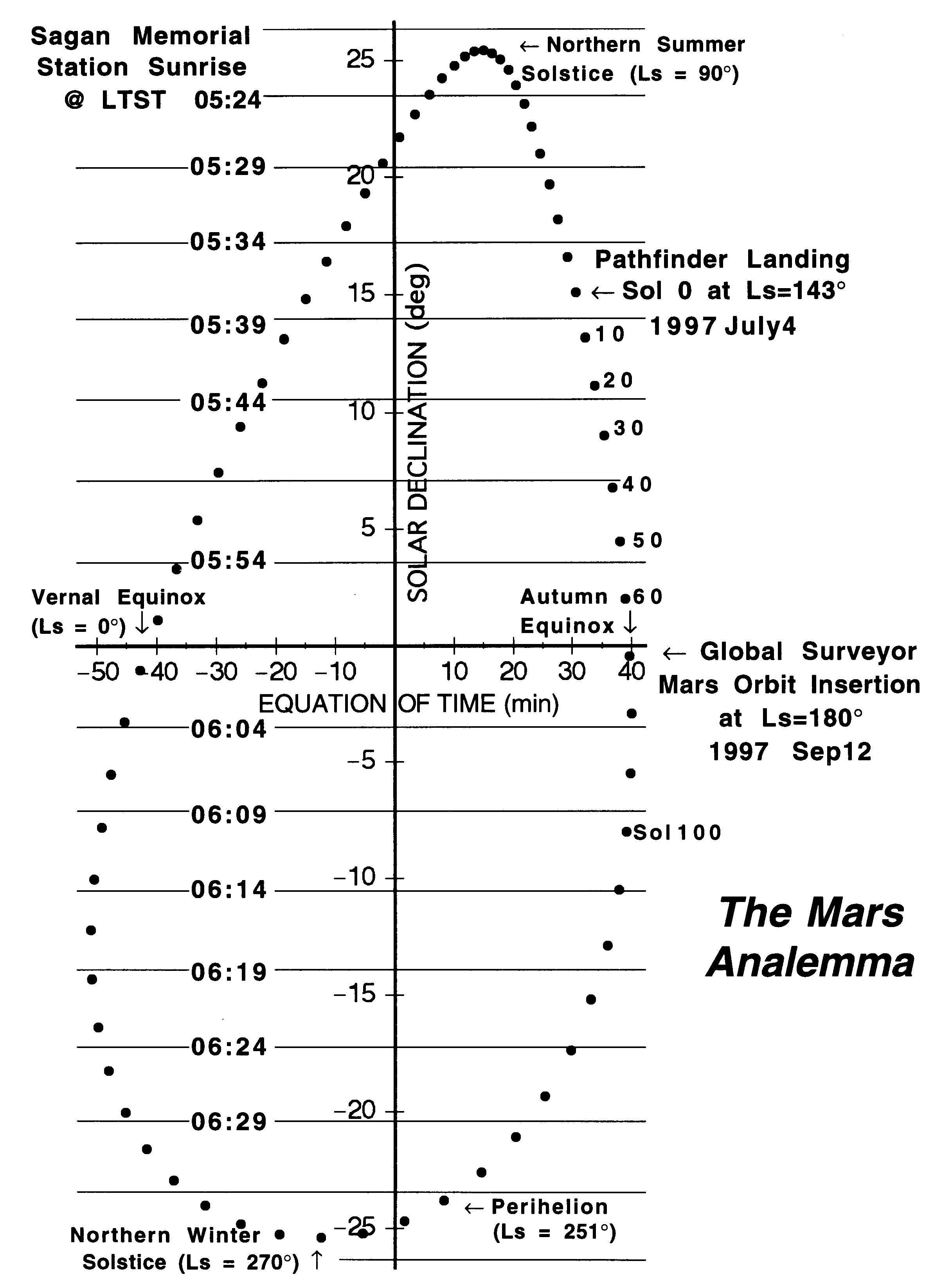
Аналема Марса.

Так само, як і на Землі, на Марсі практикується свій варіант вирівнювання часу, яке полягає у відображенні різниці між сонячним часом та точним (годинниковим) часом. Вирівнювання часу ілюструється аналемою. Через ексцентриситет орбіти, тривалість сонячної доби є не зовсім постійною. А зважаючи на те, що орбітальний ексцентриситет Марса є більшим, аніж ексцентриситет Землі, тривалість доби відхиляється від середнього значення значно сильніше, аніж на Землі, а тому й вирівнювання часу тут демонструє значно сильніші варіації, аніж на Землі: на Марсі Сонце може рухатись по небосхилу на 50 хвилин повільніше, або на 40 хвилин швидше порівняно з часом, який показує марсіанський годинник (на Землі відповідні цифри становлять 14 хвилин 22 секунди відставання та 16 хвилин 23 секунди пришвидшення).
Марс має нульовий меридіан, за який було прийнято той, який проходить через невеликий кратер Ейрі-0. Однак для Марса не було визначено часових поясів, які можна було б відраховувати через рівномірні інтервали від основного меридіана, як це робиться у випадку Землі. Тому досі всі наземні апарати на Марсі використовували наближене значення місцевого сонячного часу для зручності орієнтування в часі доби, як це робили колись великі міста на Землі, до того як у XIX столітті було введено стандартний час. (Два марсоходи, задіяні в рамках програми Mars Exploration Rover, використовували відмінні значення місцевого сонячного часу, різниця між якими становила приблизно 12 годин та одну хвилину.)
Треба зауважити, що сучасним стандартом вимірювання довготи на Марсі є «планетоцентрична довгота», яка вимірюється від 0º-360º на схід, і полягає у вимірюванні кутів від центру Марса. Старий метод «планетографічної довготи» полягав у вимірюванні від 0º360º на захід, при цьому використовувались координати, нанесені на карту поверхні Марса.

### Марсіанський координований час (MTC)
MTC (Coordinated Mars Time) — це запропонований для Марса аналог Всесвітнього часу (UT), прийнятого на Землі. Він визначається як середній сонячний час на Марсіанському головному меридіані (тобто, у центрі кратера Ейрі-0). Скорочення MTC застосовано з наміром провести паралель цієї системи вимірювання часу із земним Всесвітнім координованим часом (UTC), однак це не зовсім коректно: єдине, що вирізняє час UTC з-поміж інших видів UT — це застосування високосних секунд, тоді як MTC не використовує такої схеми. Якщо шукати аналогії, то MTC ближчий до земного UT1.
Термін «MTC» у значенні назви стандарту часу для Марса вперше вжито на годиннику Mars24, налаштуванням якого займався Центр космічних польотів імені Ґоддарда. Цей новий термін запропонували на заміну попереднього — «Середній час за Ейрі» (Airy Mean Time, AMT), який, по суті, є прямим відповідником середнього часу за Гринвічем (Greenwich Mean Time, GMT).
AMT досі[коли?] ще не був застосований як система вимірювання часу для офіційної космічної місії. Це спричинено частково тим, що існує певна похибка у визначенні точного місця розташування кратера Ейрі-0 (його позиція відносно інших значень довготи), а це означало, що орієнтування на AMT не дозволило б визначати час настільки точно, як орієнтування на місцевий час у тих точках на поверхні планети, у яких проводилась дослідна діяльність. На початковому етапі місій Mars Exploration Rover позиційна похибка у визначенні місця розташування Ейрі-0 відповідала приблизно 20-секундній похибці у визначенні часу за AMT[джерело?].

## Часові пояси
Місії з висадкою на поверхню Марса здебільшого застосовували час, який відповідає середньому сонячному часу в місці висадки. На сьогодні[коли?], із шести успішних висадок на Марс, п'ять орієнтувалися на середній сонячний час того місця, де приземлився космічний апарат (LMST, від англ. local mean solar time), тоді як шоста місія (Mars Pathfinder) застосувала місцевий справжній сонячний час (LTST, від англ. local true solar time).
Mars Pathfinder використовував місцевий очевидний[невідомий термін] сонячний час у точці приземлення. Його часовий пояс був AAT-02:13:01, де AAT — це дійсний час за Ейрі (англ. Airy Apparent Time), тобто очевидний сонячний час у кратері Ейрі-0[джерело?].
Для двох марсоходів, відправлених на Червону Планету в місії Mars Exploration Rover, замість середнього сонячного часу місця висадки (LMST) було застосовано місцевий справжній сонячний час (LTST) у точці приблизно посередині запланованого маршруту місії. У плануванні місій його назвали «гібридний місцевий сонячний час» (англ. Hybrid Local Solar Time). Такі шкали відповідають середньому сонячному часу на деякій довготі й не потребують корекції разом із пересуванням марсохода  (марсоходи від'їжджають на відстані, які відповідають лише кількасекундному зсуву відносно місцевого сонячного часу). «Спіріт» використовує AMT+11:00:04 (середній сонячний час у місці його висадки — AMT+11:41:55). «Опортьюніті» використовує AMT-01:01:06 (середній сонячний час у місці його висадки — AMT-00:22:06). Жоден із цих марсоходів не зможе досягти довготи, у якій час, прийнятий для місії, зрівняється з місцевим середнім сонячним часом.
Місцевий час марсохода «К'юріосіті» — AMT+09:09:46.
Зважаючи на те, що місце розташування кратера Ейрі-0 зараз відомо з набагато більшою точністю, аніж коли на Марсі висадилися всі згадані марсоходи, стало технічно можливим використовувати у майбутніх місіях зручну часову схему із прив'язкою до Середнього часу за Ейрі (Airy Mean Time), замість того, щоб вживати з цією ж метою цілковито нестандартні часові пояси[джерело?].

## Сол
Термін сол (англ. sol) використовується планетарними астрономами для означення тривалості сонячної доби (англ. solar day) на Марсі. Тривалість середньої сонячної доби на Марсі, або ж «сола», становить 24 години, 39 хвилин і 35,244 с.
Коли космічний апарат розпочинає працю на поверхні Марса, марсіанські дні (соли), що минають, відслідковуються із застосуванням простого числового послідовного підрахунку. Дві наземні місії «Вікінга», Фенікс, а також марсохід «К'юріосіті» Марсіанської наукової лабораторії позначають сол, у який марсохід кожної із цих місій висадився на марсіанській поверхні як «Сол 0» («Sol 0»), тоді як Mars Pathfinder та два марсоходи місії Mars Exploration rover визначили час приземлення як «Сол 1» («Sol 1»).
Хоча місії із висадкою марсоходів двічі відбувались парами, не було зроблено жодного зусилля для синхронізації підрахунку солів між двома марсоходами із кожної такої пари. Тому, наприклад, хоча «Спіріт» та «Опортьюніті» були відіслані для виконання досліджень на поверхні Марса одночасно, кожен з них почав підрахунок солів (марсіанських днів) із моменту висадки, який в обидвох випадках був визначений як «Сол 1», і в результаті ці два апарати виявилися десинхронізованими в підрахунку марсіанських діб — різниця становить приблизно 21 сол. «Спіріт» та «Опортьюніті» перебувають у довготах, різниця між якими дорівнює 179 градусів, тож в той час як для одного з них настає день, для іншого — наступає ніч, тому кожен із них працює незалежно від іншого.
На Землі астрономи часто використовують Юліанські дні — простий послідовний підрахунок днів — з метою хронометрії. Запропонованим відповідником такої системи вимірювання часу для Марса є Mars Sol Date (MSD), який є поточним послідовним підрахунком солів, який ведеться від 29 грудня 1873 року (дата народження астронома Карла Отто Лампланда). В іншому варіанті цієї системи за дату початку відліку (або епохи) пропонується обрати 1608 рік (рік винайдення телескопа). Яку б систему із цих двох не обрали, кожна з них має на меті запевнити те, що будь-які історично зафіксовані події, пов'язані з Марсом, трапилися вже після неї. Система відліку Mars Sol Date математично визначається як MSD = (Юліанська дата з використанням міжнародного атомного часу — 2451549,5 + k)/1,02749125 + 44796,0, де k — це невеличка корекція, яка дорівнює приблизно 0,00014 дня (або 12 секунд), зважаючи на непевність щодо визначення точного географічного місця розташування головного меридіана, який проходить через кратер Ейрі-0.
Термін «yestersol» (від англ. yesterday — вчора) був вперше використаний командою NASA, яка займалася дослідженнями на Марсі в ході місії MER, для означення попереднього сола (марсіанська англомовна версія слова «вчора»), і увійшло у досить широкий вжиток в межах цієї організації протягом космічної місії 2003 року — Mars Exploration Rover. Це слово було підхоплене, і навіть досить часто вживалося в англомовній пресі. До інших неологізмів належать такі слова як «tosol» (від англ. today — сьогодні) та «nextersol», «morrowsol» або «solmorrow» (марсіанські відповідники англ. tomorrow — завтра).

## Марсіанський рік
Тривалість часу, необхідна для того, аби завершити одне коло по орбіті навколо Сонця називається зоряним роком, і становить близько 686,98 земних сонячних днів, або ж 668.5991 солів. Через ексцентриситет марсіанської орбіти, тривалість пір року на Марсі є неоднаковою. Зважаючи на те, що сезони на Марсі змінюються від рівнодення до сонцестояння і навпаки, сезон, який починається у точці сонцестояння Ls 0 і закінчується у точці рівнодення Ls 90 (весна у північній півкулі / осінь у південній півкулі) — є найдовшим сезоном, що триває 194 марсіанські соли, тоді як сезон від Ls 180 до Ls 270 (осінь у північній півкулі / весна у південній півкулі) є найкоротшим сезоном, що триває лише 142 марсіанські соли. Одна загальновживана система відліку часу в науковій літературі визначає порядковий номер року, беручи за точку відліку весняне рівнодення 11 квітня 1955 року, яке визначається як Марсіанський рік 1 (Mars Year 1, MY1).
Так само, як і на Землі, зоряний рік не є тією одиницею часу, яка могла б задовольнити потреби при веденні календаря. Для цього більш підходить тропічний рік, який, найімовірніше, й буде використовуватись, оскільки він більше корелює зі зміною пір року. Він є дещо коротшим, аніж зоряний рік, зважаючи на прецесію осі обертання Марса. Цикл прецесії для Марса становить 93 000 марсіанських років (близько 175 000 земних), а тому є набагато довшим, аніж цикл прецесії Землі. Його тривалість у тропічних роках може бути вирахувана шляхом ділення різниці між зоряним та тропічним роками на тривалість тропічного року.
Тривалість тропічного року залежить від обраної точки відліку, відповідно до Другого закону планетного руху Кеплера. Його можна вимірювати або відносно рівнодення, або відносно сонцестояння, або ж це може бути середнє значення різних ймовірних років, до якого входили б рік березневого (північний напрямок) рівнодення, рік липневого (північ) сонцестояння, рік вересневого (південний напрямок) рівнодення, рік грудневого (південь) сонцестояння, та інші подібні роки. Григоріанський календар використовує рік березневого рівнодення.
На Землі варіації тривалості тропічних років є незначними, натомість на Марсі вони — набагато більші. Рік весняного рівнодення на Марсі становить 668,5907 солів, літнього сонцестояння — 668.5880 солів, осіннього рівнодення — 668.5940 солів, та зимового сонцестояння — 668.5958 солів. Якщо взяти середнє значення для всього орбітального періоду — то тропічний рік становитиме 668.5921 солів. (Оскільки, як і на Землі, північна та південна півкулі Марса в один час мають протилежні пори року, точки рівнодення та сонцестояння для уточнення повинні окреслюватися півкулею: наприклад, весняне рівнодення у північній півкулі є осіннім рівноденням у південній і навпаки.)

## Календарні дати
Науковці, що займаються вивченням Марса, стежать за марсіанськими сезонами, використовуючи геліоцентричну довготу (або «сезонну довготу», чи «сонячну/солярну довготу»), яка зазвичай позначається скороченням Ls, і відповідає певному розташуванню Марса на його навколосонячній орбіті. Ls визначається як кут, утворений умовною лінією, що сполучає Сонце із позицією Марса на його орбіті, та лінією, що проходить від Сонця до точки на орбіті Марса, в якій планета перебуває в момент весняного рівнодення в північній півкулі. А тому Ls дорівнює 0 градусів в момент марсіанського рівнодення північного напрямку, 90 градусів при марсіанському північному сонцестоянні, 180 градусів при марсіанському рівноденні південного напрямку, та 270 градусів у момент марсіанського південного сонцестояння.
Переважно, у щоденній діяльності на Землі люди використовують не Юліанські дні, а Григоріанський календар, який, незважаючи на пов'язані з ним різноманітні складнощі, є досить корисним. За його допомогою можна з легкістю визначити, чи певна дата є річницею іншої, чи дата належить до зимової пори року, чи до весняної, а також дозволяє підрахувати кількість років між двома датами. У випадку із Юліанськими датами такі дії виявляються набагато менш практичними.
З тієї ж причини, коли виникає необхідність узгоджувати та синхронізувати певну діяльність на довгий період часу на поверхні Марса, виникає потреба покластися на календар. Одним із запропонованих календарів для Марса є Даріанський календар. Він має 24 «місяці», що дозволяє пристосувати довший марсіанський рік до земного поняття «місяць», при чому марсіанський «місяць» і справді є подібним за тривалістю до земного. На Марсі поняття «місяць» не має жодної прив'язки до періоду обертання будь-якого із супутників планети, на відміну від Землі. Фобос та Деймос здійснюють один оберт навколо Марса за 7 годин та 30 годин, відповідно. Однак, Землю та Місяць в цілому можна було б побачити й неозброєним оком, якби вони появилися над горизонтом Марса вночі, а час, потрібний для того, аби Місяць пройшов від точки максимального віддалення до Землі в одному напрямку та повернувся в цю точку (якщо дивитися з Марса) — приблизно відповідає земному місяцю. Проте, ані Даріанський календар, ані жоден інший марсіанський календар на сьогодні при дослідженнях Марса не використовується.

### Інтеркаляція (високосні роки)
Будь-який сонячний календар мусить використовувати інтеркаляцію (високосні роки), аби нівелювати той факт, що тривалість року не відповідає загальній кількості днів у ньому. Без такої інтеркаляції календарний рік накопичуватиме похибки з плином часу. Більшість розроблених досі марсіанських календарів використовують інтеркаляцію для окремих днів, тоді як інші застосовують інтеркаляцію до окремих тижнів. Система вимірювання часу, що використовується зараз науковцями, які займаються дослідженнями Марса, уникає необхідності використовувати інтеркаляцію, оскільки вимірювання часу в ній відбувається не через таке поняття як «день», а через розрахунок позиції Марса на його орбіті навколо Сонця. Датування в цій системі базується на геліоцентричній довготі.
Для Григоріанського (земного) календаря, формула застосування високосного року виглядає так: кожен 4-й рік за винятком кожного 100-го, за винятком кожного 400-го. А це дає тривалість календарного року у 365,2425 сонячного дня, що є близьким до значення земного року від рівнодення до рівнодення. На Марсі потрібна була б подібна схема інтеркаляції із високосними роками. Якщо в календарі інтеркаляція застосовується до окремих днів, то більшість років будуть високосними, оскільки частина сола — залишок сола, що є «зайвим» в календарі після проминання всієї кількості солів марсіанського року, становить понад 0.5. Те ж саме відбуватиметься, якщо інтеркаляція застосовуватиметься до окремих тижнів, якщо тиждень становить сім днів. Один із прикладів застосування інтеркаляції, при якому додаватиметься один високосний день кожного непарного року, а також року що закінчується на 0 (кожний десятий) за винятком кожного 100-го року за винятком кожного 500-го року, дасть календарний рік із середньою тривалістю у 668,592 сола:
{\displaystyle 1-{\frac {1}{2}}+{\frac {1}{10}}-{\frac {1}{100}}+{\frac {1}{500}}=0,592},
що буде майже ідеально для середнього тропічного року (середнє значення для всіх сезонів). Однак, така схема матиме незначну залежність від того, який саме рік був прийнятий за основу для календаря: календарі, основані на році з моментом відліку у точці південного сонцестояння та на році з моментом відліку у точці рівнодення північного напрямку, різнитимуться на один сол приблизно кожних двісті марсіанських років.
Один із запропонованих календарів — Даріанський календар — для свого графіку інтеркаляції має за основу тривалість року із відліком в момент рівнодення північного напрямку, яка відповідає значенню у 668,5907 сола.
Можливі також інші схеми інтеркаляції. Наприклад, Єврейський календар (місячно-сонячний календар) використовує просту математичну формулу для застосування інтеркаляції у формі семи додаткових місяців у 19-річному циклі: додатковий місяць додається тоді, коли залишок від (номер року у Єврейському календарі × 7 + 1) / 19 дорівнює менше 7. (Взагалі-то, правило високосного року визначається дещо по-іншому у Єврейському календарі, однак є математично еквівалентним наведеній формулі.) Така схема інтеркаляції полягає у додаванні високосних років за незмінним графіком, і, на відміну від інтеркаляційної схеми Григоріанського календаря, не матиме винятків. Для того, аби створити подібну схему інтеркаляції для Марсіанського календаря, потрібно знайти дробовий еквівалент для тривалості марсіанського року, часто при цьому використовуючи ланцюгові дроби, аби зменшити величину цих дробів. Наприклад, схема інтеркаляції, при якій додаються окремі дні, і яка базується на середньому марсіанському тропічному році тривалістю у 668.5921 днів, може бути наближеною до циклу у 45 високосних років на 76 років, оскільки 66845⁄76 ≈ 668,592105, а 0,5921 × 76 = 44,9996.
Простіше правило, за яким календар буде найбільше узгоджений із тривалістю року з початком відліку у точці весняного рівнодення в північній півкулі, яка становить 668,5907 сола, дасть короткий календарний цикл, лише у 22 роки, з яких 13 років будуть високосними. Дріб виглядатиме так: 13⁄22 = 0,5909… Тому високосні роки можна з легкістю визначити із єдиного правила. що базується на діленні по модулю:
```
    Рік є високосним, якщо 
рік
 
mod
 22 
mod
 5 ∈ {0, 2, 3}
```

Іншими словами, для визначення того, чи є певний рік високосним:
1. Ділимо номер року на 22, аби отримати остачу у вигляді числа від 0 до 21.
2. Ділимо результат на 5, аби отримати остачу у вигляді числа від 0 до 4.
3. Якщо результат дорівнює 0, 2 або 3, тоді цей рік — високосний.

## Марсіанський час у науково-фантастичних творах
У «Марсіанській трилогії» Кіма Стенлі Робінсона, годинники на Марсі використовують стандартні, земні секунди, хвилини та години, однак зупиняються опівночі на 39,5 хвилин. Із прогресом колонізації Марса, яка описується в цих творах, така прогалина в часі перетворюється на своєрідну «чаклунську годину», коли заборони й обмеження можна відкинути, і коли святкується все більш очевидна індивідуальність Марсіанського суспільства, як цілком відокремленого від Землі й земних спільнот. Щоправда, у трилогії не вказано, чи таке «святкування» відбувається водночас по всій марсіанській кулі, чи в локальний опівнічний час для кожної окремої довготи.
Окрім того, у «Марсіанській трилогії» календарний рік поділений на двадцять чотири місяці. Назви місяців — такі ж, як і в Григоріанському календарі, за винятком цифр «1» або «2», що ставляться перед назвою місяця для визначення того, чи це перша чи друга поява цього місяця в році (наприклад, 1-й січень, 2-й січень, 1-й лютий, 2-й лютий). У серіях манґи та аніме під назвою «Арія», авторства Кодзуе Амано, дії яких відбуваються на тераформованому Марсі, календарний рік теж ділиться на двадцять чотири місяці. Беручи за основу сучасний японський календар, цим місяцям не присвоюється назва, а просто йде порядкова нумерація, від 1-го місяця до 24-го місяця.

## Формула для конвертування MJD/UTC у MSD/MTC
- Модифіковане Юліанське датування
  - MJD = JD − 2 400 000,5

- Всесвітній координований час
  - UTC = (MJD mod 86400) × 24

- Марсіанське сонячне датування
  - MSD = (кількість секунд, які минули з 00:00:00 UTC 6 січня 2000 року)/88775,244 + 44795,9998

- Марсіанський координований час
  - MTC = (MSD mod 86400) × 24[6]